# Laurylamindipropylendiamin
Laurylamindipropylendiamin ist ein Derivat des Dodecylamins, das durch Cyanethylierung mit Acrylnitril und anschließende katalytische Hydrierung gebildet wird. Das langkettige Triamin besitzt Tensid- und Biozideigenschaften und wird in Schmierölen und Kühlschmierstoffen als Korrosionsschutzmittel sowie in Desinfektionsreinigern verwendet.

## Vorkommen und Darstellung
Die industrielle Herstellung des N,N-Bis(3-aminopropyl)dodecylamins geht aus von der gesättigten linearen C12-Fettsäure Laurinsäure [C11H23-COOH], die mit Ammoniak (NH3) zum Laurinsäureamid [C11H23-CONH2] umgesetzt und anschließend zum Laurinsäurenitril (Dodecannitril,  C11H23-CN) dehydratisiert wird.
Neuerdings werden auch laurinsäurereiche Pflanzenöle, wie z. B. Kokosöl (ein Triglyceridgemisch mit ca. 50 % Laurinsäureanteil), in der Dampfphase mit Ammoniak an Übergangsmetallkatalysatoren wie z. B. Vanadium(V)-oxid V2O5 oder Zeolithen, wie z. B. HZSM-5 (Kat. 1) direkt bei 400 °C in ein laurinnitrilreiches Fettsäurenitrilgemisch (und Glycerin) überführt, aus dem das Dodecannitril herausdestilliert werden kann.
Das Laurinnitril wird an einem Raney-Nickel-Katalysator (Kat. 2) in Gegenwart von Ammoniak zur Unterdrückung der Bildung sekundärer Amine zu Laurylamin hydriert.
Dodecylamin addiert bei 110 °C an im Überschuss eingesetztes Acrylnitril im Sinne einer Michael-Addition. Dabei entsteht N,N-Di(cyanethyl)dodecylamin, das im nächsten Schritt mit Raney-Cobalt bei 140 °C in Gegenwart von Ammoniak in 88%iger Ausbeute zu N-(3-Aminopropyl)-N-dodecylpropan-1,3-diamin hydriert wird.
Mit Raney-Nickel als Katalysator wird bereits bei geringem Wasserstoffdruck von ca. 3,5 bar Laurylamindipropylendiamin praktisch quantitativ erhalten.

## Eigenschaften
Laurylamindipropylendiamin ist eine klare farblose bis schwach gelbe und niedrig viskose (38 mPa·s) Flüssigkeit von aminartigem Geruch, deren wässrige Lösungen stark alkalisch reagieren (pH 11,2 in 1%iger Lösung bei 20 °C). DPTA zeigt als Tensid starke Schaumbildung und ist mit nichtionischen, kationischen und einigen anionischen Tensiden kompatibel. Die Verbindung ist bioabbaubar (96 % in 12 Tagen).

## Anwendungen
Laurylamindipropylendiamin ist ein pH-stabiles Tensid mit bioziden Eigenschaften gegen Bakterien, einschließlich Mykobakterien und Problemkeimen, wie z. B. Pseudomonaden, sowie gegen behüllte Viren, wie z. B. den Grippeerreger Influenza-A-Virus H1N1 und den Hepatitis-B-Virus (HBV), auch in Gegenwart von Blut und Proteinen. Die Verbindung wird daher als Desinfektionsmittel für Instrumente in Medizin und Zahnmedizin und für Keimreduzierung auf festen Oberflächen, z. B. in der Lebensmittelindustrie verwendet.
Wegen seiner keimhemmenden Wirkung wird DPTA auch in geschlossenen Wasserkreisläufen, wie in der Papierindustrie und in Kühltürmen und zur Konservierung von Kühlschmiermitteln, wie Bohr- und Schneidölen, eingesetzt, wo seine Dispergiermittel-, Schmierstoff- und Korrosionsschutzeigenschaften zusätzlich von Nutzen sind.
Laurylamindipropylendiamin wird von Lonza AG unter dem Markennamen Lonzabac® 12 und von Nouryon, früher AkzoNobel, unter dem Markennamen Triameen® Y12D hergestellt und vermarktet.